# Христо Попов (генерал)
Вижте пояснителната страница за други личности с името Христо Попов.
Христо Рачев Попов е български офицер, генерал-лейтенант от пехотата.

## Биография
Христо Попов е роден на 25 юни 1859 г. в с. Кара Арнаут, Разградско. На военна служба постъпва на 12 август 1878 година. Завършва Военното на Негово Княжеско Височество училище през 1882 г., като на 30 август е произведен в чин подпоручик. Действителна военна служба започва в пехотата. Служи в 22-ра пехотна дружина (1882), 15-а пехотна дружина, командир на дружина в 19-и пехотен Шуменски полк (1900), 7-и пехотен полк, командир на 2 бригада от 9-а пехотна плевенска дивизия (1909), командир на 2 бригада от 6-а пехотна дивизия (1915).
През Първата световна война (1915 – 1918) е командир на 6-а пехотна бдинска дивизия, включена в състава на Първа армия и водила боеве в Македония. На 25 юни 1919 г. е произведен в чин генерал-лейтенант и същата година е уволнен от служба.

### Семейство
Христо Попов и съпругата му Димитра имат четири деца: Рачо и Олга, които почиват съвсем млади, и още две дъщери – Здравка и Божана. Здравка е женена за адвоката Димитър Печеняков, а Божана – за известния столичен лекар, д-р Никола Василев. Димитър и Здравка Печенякови имат едно дете – Роза. Тя завършва фармация и се омъжва за инж. Златан Златанов. Двамата имат една дъщеря – Здравка. Здравка има близначки – Златина и Вяра. Вяра се омъжва Иван, които имат две момчета Иван и Рагнар. Божана и д-р Николай Василев имат една дъщеря Тодорка, която става учителка. Тодорка с лекаря Борислав Тошков, имат две дъщери, Божанка и Мария, които също са учители. Божанка и Ангел имат две деца Теодора и Йонко. Теодора е художничка. Тя и мъжът ѝ Димитър имат две деца, Ема и Никола. Йонко е инженер и е женен за Маринка, с която също имат две деца, София и Лъчезар. Мария има дъщеря Нона, която с Асен се радват на две прекрасни момчета – Момчил и Чавдар. Семейството е изключително задружно и често се събират заедно.

## Военни звания
- Поручик (30 август 1885)
- Капитан (1887)
- Майор (14 февруари 1892)
- Подполковник (1899)
- Полковник (1904)
- Генерал-майор (1916)
- Генерал-лейтенант (25 юни 1919)

## Награди
- Военен орден „За храброст“ III степен, 1 и 2 клас
- Орден „Свети Александър“ II и III степен с мечове по средата, V степен без мечове
- Народен орден „За военна заслуга“ III и IV степен на обикновена лента
- Орден „За заслуга“ на обикновена лента